# Max Müller (Schauspieler)

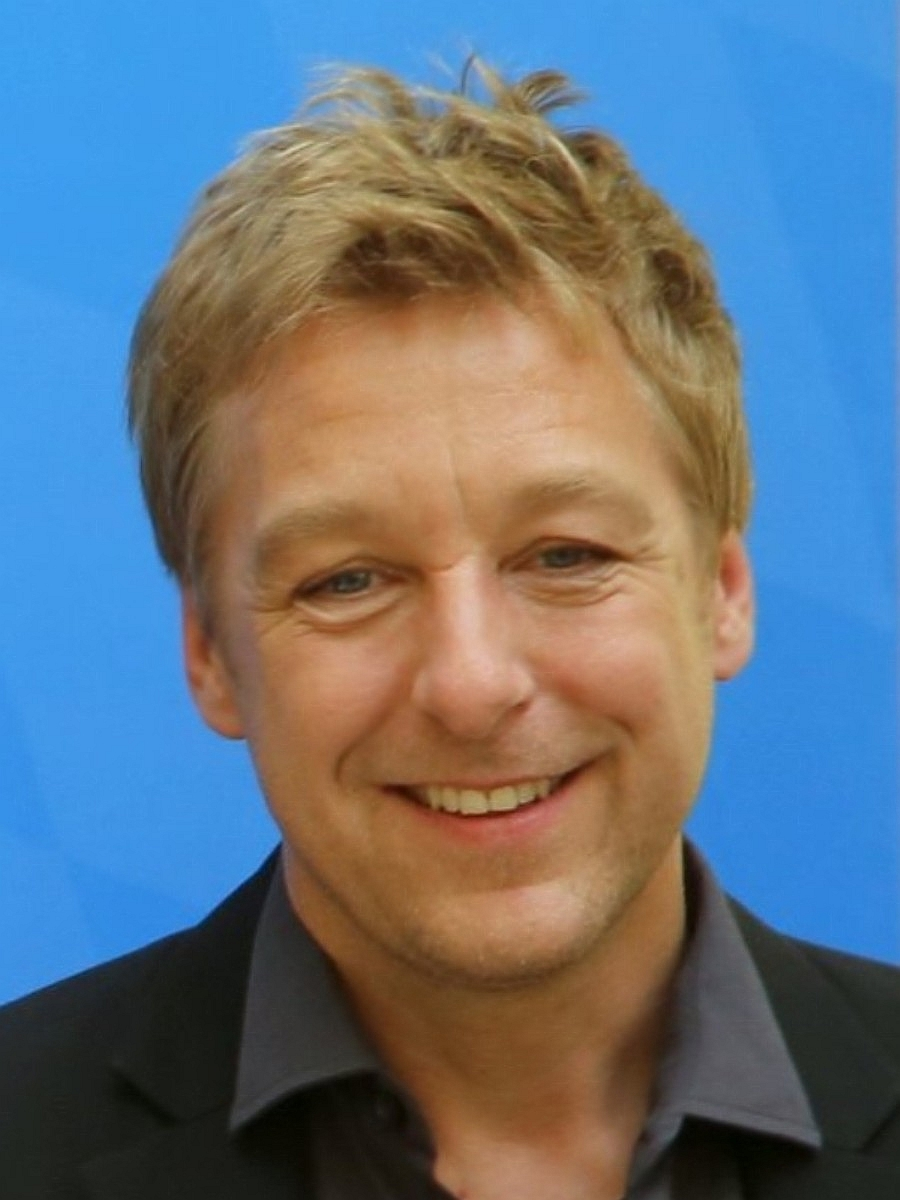
Max Müller (2017)

Max Müller (* 12. März 1965 in Klagenfurt am Wörthersee) ist ein österreichischer Schauspieler und Sänger. Er lebt in Wien.

## Leben
Max Müller stammt aus Kärnten. Er studierte Schauspiel und Gesang an der Hochschule für Musik und darstellende Kunst in Wien sowie bei Edith Nordegg, Charlotte Grubenmann und Kammersänger Walter Berry.
Müller spielte wiederkehrende Rollen in den Fernsehserien Der Clown und Bernds Hexe und seit 2002 Die Rosenheim-Cops (als Polizeiobermeister bzw. später Polizeihauptmeister Michael "Michi" Mohr)
Für das Kino drehte er  Fleischwolf und Alles Walzer. Für Fleischwolf wurde Max Müller zu den Filmfestivals nach Toronto, Montreal, Wels und Hof eingeladen.
Müller war sieben Jahre lang Ensemblemitglied des Theaters in der Josefstadt in Wien. Sein Operndebüt gab er 2002 in der Titelrolle des Franziskus in der gleichnamigen Kirchenoper beim Carinthischen Sommer.
Darüber hinaus betätigt er sich auch als Sänger mit der Stimmlage Bariton.

## Ehrungen
- 2017 Bayerische Staatsmedaille Innere Sicherheit[2]
- 2019 GdP-Stern[3]

## Filmografie (Auswahl)

### Kino
- Ora Scoppia La Vita – Ein Photo vom Mörder
- Fleischwolf
- Spotlight
- Sommersee
- Visas that saved Lives
- Der Weißenthaler
- Alles Walzer
- Stefan Zweig

### Fernsehen
- Schlosshotel Orth (Fernsehserie)
- Ein Fall für zwei (Fernsehserie)
- 1995: Tatort: Frau Bu lacht
- 1996: Kommissar Rex – Annas Geheimnis
- 1997: Die Knickerbocker-Bande – Wo ist der Millionenstorch?
- 1997: Tierarztpraxis Dr. Sperling (Fernsehfilm)
- 1998: Stadtklinik – Der Kaplan
- 1998: Der Clown (Fernsehserie, 5 Folgen)
- 1999: Kommissar Rex – Das Testament
- 2002: Für alle Fälle Stefanie – Sturz in die Still
- 2002–2005: Bernds Hexe (Fernsehserie, 31 Folgen)
- seit 2002: Die Rosenheim-Cops (Fernsehserie)
- 2003: Zwei Profis – ...und der tote Richter
- 2004: Marie und Freund
- 2004: Love Hurts (Fernsehfilm)
- 2004: Weißblaue Wintergeschichten (Fernsehserie)
- 2004: Marie Bonaparte (Fernsehfilm)
- 2006: SOKO Kitzbühel – Der Lodenkönig
- 2011: Liebe, Babys und ein Stückchen Heimat (Fernsehserie)
- 2016: Die Toten von Salzburg (Fernsehfilm)
- 2019: SOKO München – Sinfonie der Großstadt[4]

## Theaterengagements
- Stadttheater Klagenfurt
- Wiener Metropol
- Théâtre de la Bastille, Paris
- Schauspielhaus Wien (1992 und 1993)
- Renaissance-Theater, Berlin
- Theater in der Josefstadt, Wien (1993 bis 2000)
- Wiener Lustspielhaus
- Löwinger Bühne (Stück Spätlese)
- Festspiele Reichenau
- Seefestspiele Mörbisch

## Klassikfestivals
- Carinthischer Sommer
- Gottfried von Einem-Tage
- Kulturspitzen Aflenz

## CD-Produktionen
- Ewig Dein Mozart – Lieder und Briefe eines Komponisten (SM179)
- Weihnachten! (88875033532)
- Tierisch (SM240)
- Auszüge aus Der Nussknacker – Geschichte eines Nussknackers mit den Münchner Symphoniker (SM252)